# 중국의 팽창주의

중국 역사 전반에 걸쳐 중국의 영토가 어떻게 변화해 왔는지 보여주는 그림

중국의 팽창주의(영어: Chinese expansionism)는 중국이 영토 확장을 적극적으로 추구하는 움직임을 의미한다. 중국의 영토 확장은 중국 역사의 여러 시기에 걸쳐 이루어졌으며, 특히 한나라, 당나라, 원나라, 청나라 때 더욱 두드러졌다. 중국의 팽창주의가 동기 또는 일관된 현상으로서 현대 중화인민공화국과 그 영토 주장과 관련하여 논쟁적으로 논의되어 왔다.

## 같이 보기
- 중화 제국
- 중국의 제국주의
- 중국의 회복주의
  - 중화 인민공화국의 티베트 합병
  - 센카쿠 열도 분쟁
- 동중국해 EEZ 분쟁
- 남중국해 영토 분쟁
- 중국의 영토 분쟁